# Đế quốc Đại Hàn
Đế quốc Đại Hàn (tiếng Hàn: 대한제국; Hanja: 大韓帝國; Hán-Việt: Đại Hàn Đế Quốc) là quốc hiệu chính thức của bán đảo Triều Tiên trong giai đoạn từ năm 1897–1910, được tuyên bố thành lập vào ngày 13 tháng 10 năm 1897 để thay thế cho nhà Triều Tiên bởi Triều Tiên Cao Tông.
Đế quốc Đại Hàn là kết quả của một chuỗi các sự kiện bao gồm: Điều ước bất bình đẳng Nhật–Triều (1876), Cải cách Gwangmu (Quang Vũ, 1894-1896) của vua Cao Tông, Phong trào nông dân Đông Học (1894-1895) và chiến thắng quân sự của Đế quốc Nhật Bản trước nhà Thanh.
Sau khi giành được thắng lợi nhanh chóng trong chiến tranh Nhật–Thanh, Đế quốc Nhật Bản đã buộc nhà Thanh phải từ bỏ toàn bộ quyền lực cùng tầm ảnh hưởng tại bán đảo Triều Tiên. Trên danh nghĩa, sự tuyên thệ đế quốc này là nhằm tuyên bố độc lập chủ quyền toàn vẹn lãnh thổ của Triều Tiên, đoạn tuyệt với mối quan hệ vốn lệ thuộc vào triều đình Mãn Thanh đồng thời tiếp tục thực hiện công cuộc hiện đại hóa đất nước. Nhưng trên thực tế, sự lệ thuộc của nhà Triều Tiên chỉ chuyển từ tay nhà Thanh sang Nhật Bản. Đến năm 1910, sau khi đã củng cố vững chắc quyền lực, lực lượng quân quản của phát xít Nhật đã bãi bỏ quốc hiệu này và kể từ đó toàn bộ bán đảo Triều Tiên trực tiếp nằm dưới sự cai trị của Đế quốc Nhật Bản.
Vua Cao Tông trước đó đã thực hiện một phần những cải cách nhằm canh tân đất nước; bao gồm đổi mới quân đội, kinh tế, chính sách điền địa, hệ thống giáo dục và tiếp tục mở rộng sang nhiều lĩnh vực khác trên toàn quốc dựa theo mô hình của cuộc Duy Tân Minh Trị vốn đã áp dụng rất thành công ở Nhật Bản trước đó đồng thời đưa Nhật từ một nước phong kiến lạc hậu trở thành một đế quốc phát triển, nhưng cũng đúng thời điểm này, chính phủ quân phiệt Nhật đã bắt đầu cảnh giác trước những nỗ lực hiện đại hóa cùng tham vọng công nghiệp hóa của triều đình Triều Tiên trong cuộc cải cách Quang Vũ. Cuối cùng, ngay sau sự việc Thống sứ kiêm Toàn quyền Nhật Bản tại Triều Tiên Itō Hirobumi bị nhà cách mạng An Jung-geun ám sát tại Mãn Châu, quân phiệt Nhật cùng với các lực lượng nội gián, tay sai bản xứ đã sử dụng vũ lực để thôn tính cũng như sáp nhập Đế quốc Đại Hàn vào lãnh thổ của mình.

## Lịch sử

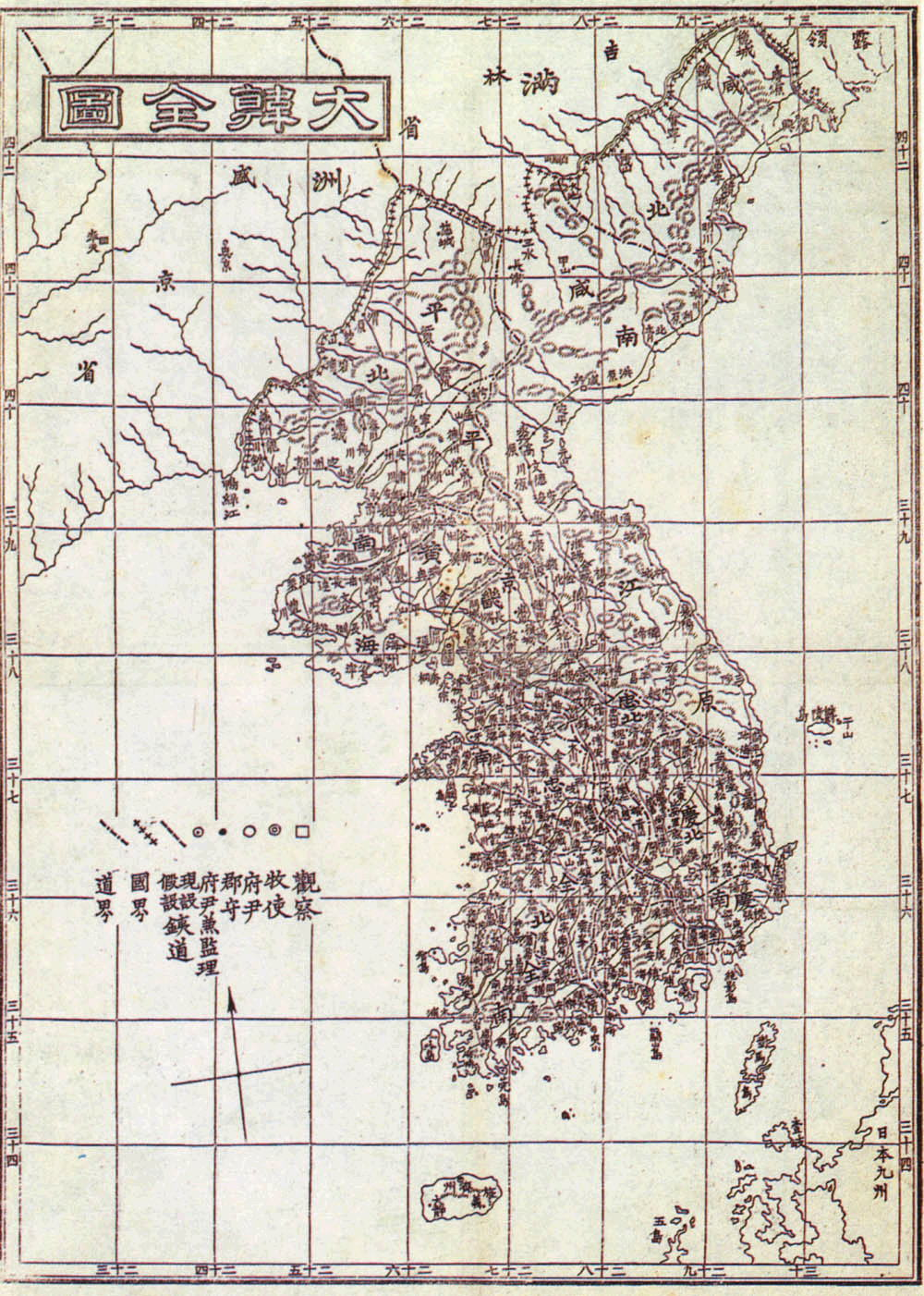
Bản đồ hoàn chỉnh của Đế quốc Đại Hàn - đây là một bản đồ cổ, phác họa lãnh thổ của Triều Tiên trong thời kỳ phong kiến, xuất hiện và được lưu hành từ năm 1899

Triều Tiên trong nhà Triều Tiên (1392-1897) là vương quốc khách hàng chiếu lệ của nhà Thanh (1636-1912) tại Trung Quốc, mặc dù Joseon được Nhà vua quản lý độc lập khỏi Trung Quốc. Đến cuối thế kỷ 19, ảnh hưởng đối với Triều Tiên ngày càng là một khu vực xung đột giữa nhà Thanh và Nhật Bản. Chiến tranh Thanh-Nhật đánh dấu sự suy giảm nhanh chóng của bất kỳ quyền lực nhà nước Triều Tiên đã xoay xở để giữ lại sự can thiệp nước ngoài, như các trận đánh của cuộc xung đột đã diễn ra ở Triều Tiên và vùng nước xung quanh. Với sự ưu việt mới của mình đối với nhà Thanh suy yếu và yếu đuối, Nhật Bản đã có các đại biểu đàm phán Hiệp ước Shimonoseki với nhà Thanh. Bằng cách ký kết hiệp ước, một động thái được thiết kế để ngăn chặn sự bành trướng ở phía nam của Nga, Nhật Bản đã cạnh tranh để giành quyền kiểm soát bán đảo Liêu Đông và Triều Tiên với nhà Thanh. Nga coi thỏa thuận này là một hành động chống lại lợi ích của họ ở phía đông bắc Trung Quốc và cuối cùng đã đưa Pháp và Đức về phía mình, thúc đẩy Bán đảo Liêu Đông bị nhà Thanh hồi hương.
Vào thời điểm đó, Nhật Bản đã bất lực trước sức ép của nước ngoài, đặc biệt là bởi các quốc gia mà họ cho là tiến bộ hơn nhiều và họ tìm cách thi đua, và vì thế đã từ bỏ yêu sách của mình đối với Bán đảo Liêu Đông. Với sự thành công của sự can thiệp 3 đế quốc (Nga, Pháp, Đức), Nga nổi lên như một cường quốc khác ở Đông Á, thay thế nhà Thanh là thực thể mà nhiều quan chức chính phủ của triều tộc Triều Tiên ủng hộ để ngăn chặn nhiều sự can thiệp của Nhật Bản trong chính trị Triều Tiên. Hoàng hậu Mẫn thị (sau là Minh Thành Hoàng hậu), chính thất của vua Cao Tông, cũng nhận ra sự thay đổi này và chính thức thiết lập quan hệ ngoại giao gần gũi hơn với Nga để chống lại ảnh hưởng của Nhật Bản.
Hoàng hậu Minh Thành bắt đầu nổi lên như một nhân vật chủ chốt trong cuộc đối đầu cấp cao hơn của Triều Tiên chống lại ảnh hưởng của Nhật Bản. Thấy Hoàng hậu là trở ngại lớn nhất trong việc sát nhập lãnh thổ, phía Nhật Bản đã nhanh chóng thay thế đại sứ tại Triều Tiên, Inoue Kaoru, và Trung tướng là Nam tước Miura, một nhà ngoại giao có nền tảng trong Quân đội Hoàng gia Nhật Bản. Sau đó, họ đã cho người ám sát Mẫn Hoàng hậu vào ngày 8 tháng 10 năm 1895, tại dinh thự của bà tại Cung điện Geoncheong, khu ngủ chính thức của nhà vua trong cung điện Gyeongbok.

### Chính sách Tây phương hóa
Một nhóm các quan chức và trí thức Triều Tiên cảm thấy rất cần cải cách toàn diện đất nước, sau chuyến tham quan quan sát các nước hiện đại hóa khác. Ngày càng có nhiều trí thức được thông báo về nền văn minh phương Tây và nhận thức được các quốc gia hùng mạnh hiện đại của châu Âu. Những người tiến bộ sau này trong nhóm đã khởi xướng Cải cách Gabo vào năm 1894, và những nhà cải cách ôn hòa đã tiến hành Cải cách Quang Vũ trong Đế quốc Đại Hàn.

## Cải cách Quang Vũ
Cải cách Quang Vũ nhằm mục đích hiện đại hóa và tây hóa Triều Tiên với tư cách là người đương nhiệm vào cuối cuộc cách mạng công nghiệp. Trong thời kỳ Quang Vũ, đồng phục chính thức kiểu phương Tây đã được giới thiệu đến Triều Tiên. Ban đầu, người Triều Tiên rất thù địch với quần áo phương Tây và Nhật Bản (họ đã áp dụng trang phục theo phong cách phương Tây sau khi Minh Trị Duy tân). Lúc đầu, Hoàng đế Triều Tiên đã bắt đầu mặc trang phục theo phong cách hoàng gia Phổ cùng với các nhà ngoại giao Triều Tiên, những người mặc trang phục phương Tây. Năm 1900, quần áo phương Tây trở thành đồng phục chính thức cho công chức Triều Tiên. Vài năm sau, tất cả binh lính và cảnh sát Triều Tiên được chỉ định mặc đồng phục phương Tây.
Trong lĩnh vực quân sự, quân đội Triều Tiên tồn tại vào những năm 1890 bao gồm khoảng 5.000 binh sĩ và tăng lên con số khổng lồ 28.000 ngay trước Chiến tranh Nga-Nhật. Khóa huấn luyện được thực hiện bởi các sĩ quan Nga, bắt đầu từ năm 1896, dẫn đến việc tổ chức 1.000 lính canh hoàng gia được trang bị súng trường Berdan, từng là hạt nhân của một đội quân cải tiến. Từ đơn vị trung tâm này, binh lính đôi khi được chuyển đến các đơn vị khác, trong đó bao gồm năm trung đoàn gồm khoảng 900 người.

## Quân sự
Năm 1897, dự án địa chính thực hiện một cuộc khảo sát được chính phủ Quang Vũ đưa ra, với mục đích hiện đại hóa hệ thống sở hữu đất đai. Để áp dụng các phương pháp khảo sát phương Tây, các nhà khảo sát Mỹ đã được tuyển dụng. Sau cuộc khảo sát, một tiêu đề bất động sản, "Jigye", cho thấy kích thước chính xác của khu đất được cho là do cơ quan có thẩm quyền cấp.
Vào thời điểm đó, cơ sở hạ tầng đô thị hiện đại được xây dựng bởi chính phủ Quang Vũ. Năm 1898, hoàng đế cho phép thành lập một liên doanh với các doanh nhân Mỹ. Theo đó, Công ty Điện lực Hán Thành, nơi vận hành một đường dây điện công cộng, và một hệ thống xe điện được giới thiệu. Tại Công ty nước Seoul, anh cũng có một kết nối người Mỹ. Năm 1902, sáu năm sau lần đầu tiên giới thiệu điện thoại ở Triều Tiên, điện thoại đường dài công cộng đầu tiên đã được lắp đặt.
Trong thời kỳ Quang Vũ, chính sách thúc đẩy công nghiệp cũng được nhà Triều Tiên thực hiện. Hỗ trợ đã được trao cho các trường kỹ thuật và công nghiệp được đặt. Vào thời điểm đó, cùng với các nhà máy sản xuất vải hiện đại được thành lập để đáp ứng nhu cầu dệt may tại thị trường nội địa, họ đã tạo ra những đổi mới công nghệ trong lĩnh vực dệt may tại Triều Tiên.

### Kết thúc
Vào tháng 9 năm 1905, Đế quốc Nga và Đế quốc Nhật Bản đã ký Hiệp ước Portsmouth, chấm dứt Chiến tranh Nga-Nhật và thiết lập vững chắc sự củng cố ảnh hưởng của Nhật Bản đối với Triều Tiên. Vào ngày 22 tháng 8 năm 1910, Đế quốc Hàn Quốc bị Hiệp ước Phụ lục Nhật Bản - Triều Tiên sáp nhập vào Nhật Bản, bắt đầu thời kỳ 35 năm cai trị của quân phiệt Nhật Bản.

## Ngoại giao
- Áo-Hung: 1892–1905
- Bỉ: 1901–1905
- Đại Thanh: 1899–1905
- Đan Mạch: 1902–1905
- Pháp: 1886–1905
- Đức: 1883–1905
- Ý: 1884–1905
- Nhật Bản: 1876–1910
- Nga: 1884–1905
- Liên hiệp Anh: 1882–1905
- Hoa Kỳ: 1882–1905

## Hình ảnh

National seal
Quốc huy
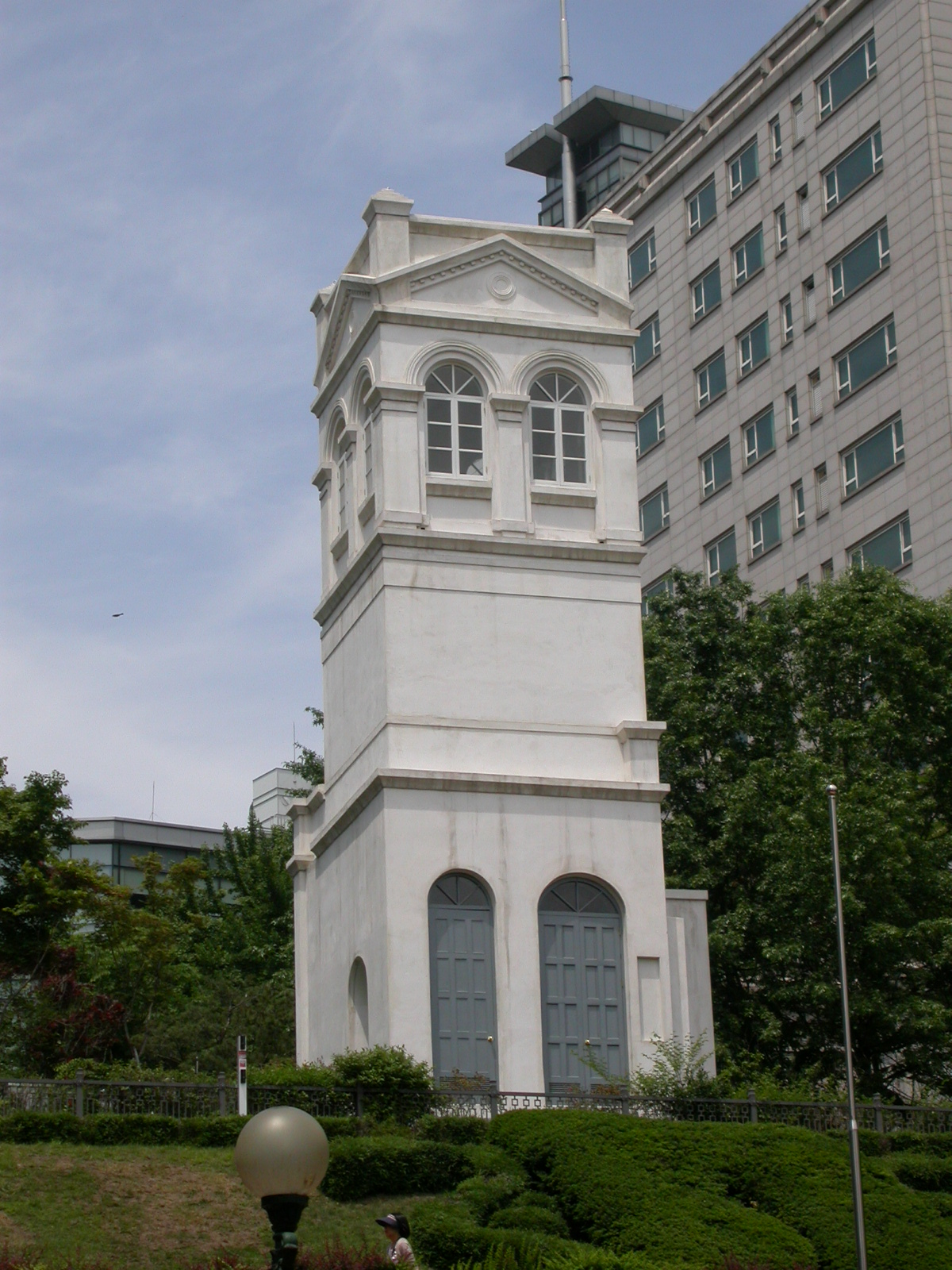
Một phần của tòa nhà cũ của quân Nga ở Seoul. Năm 1896, Vua Gojong và thái tử của ông đã đến lánh nạn từ Cung điện Gyeongbok tại quân đoàn Nga ở Seoul.
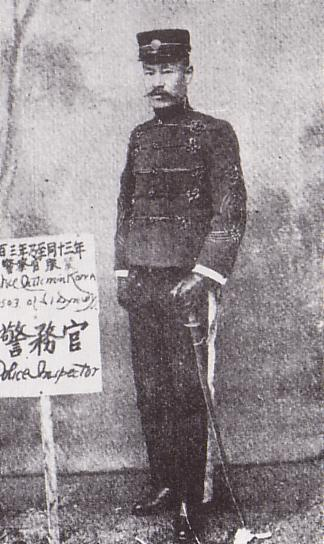
Năm 1900, trang phục phương Tây trở thành đồng phục chính thức của các quan chức dân sự Hàn Quốc. Vài năm sau, tất cả cảnh sát Hàn Quốc được chỉ định mặc đồng phục hiện đại hóa.
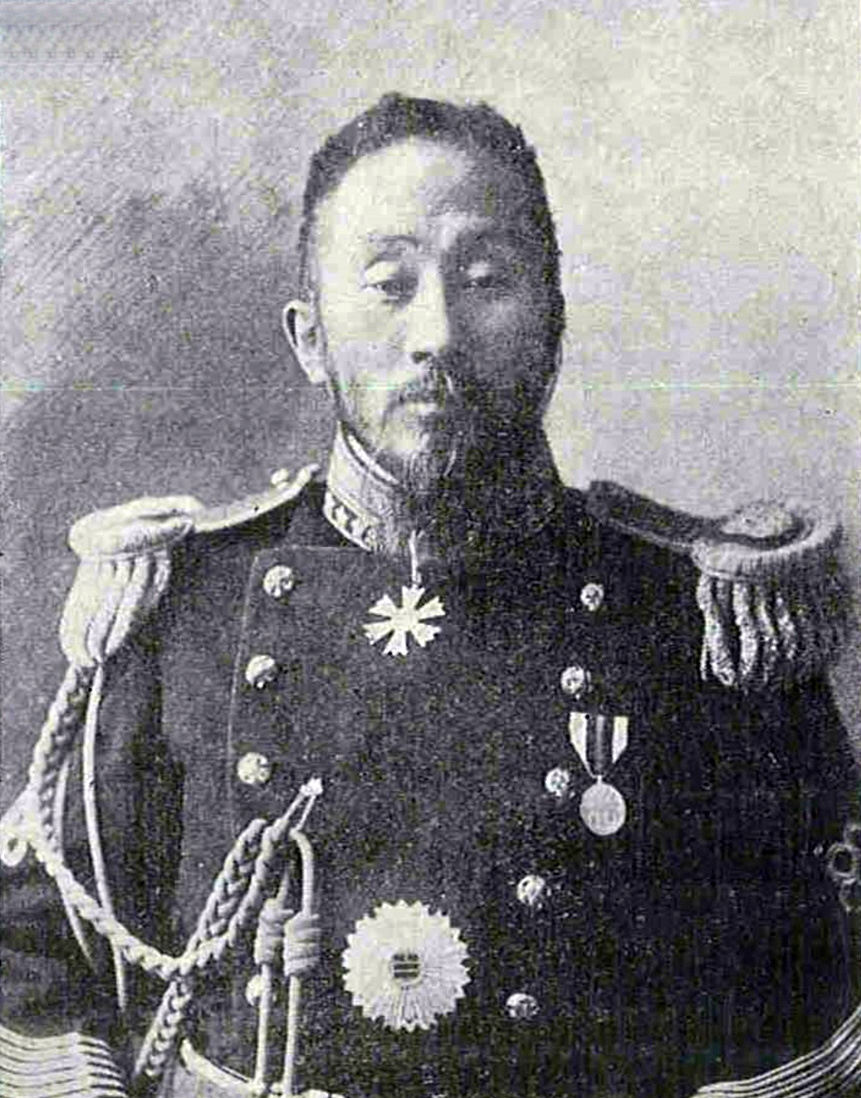
Yi Yong-ik, Cục trưởng Cục Tiền tệ thời Đế Quốc Đại Hàn
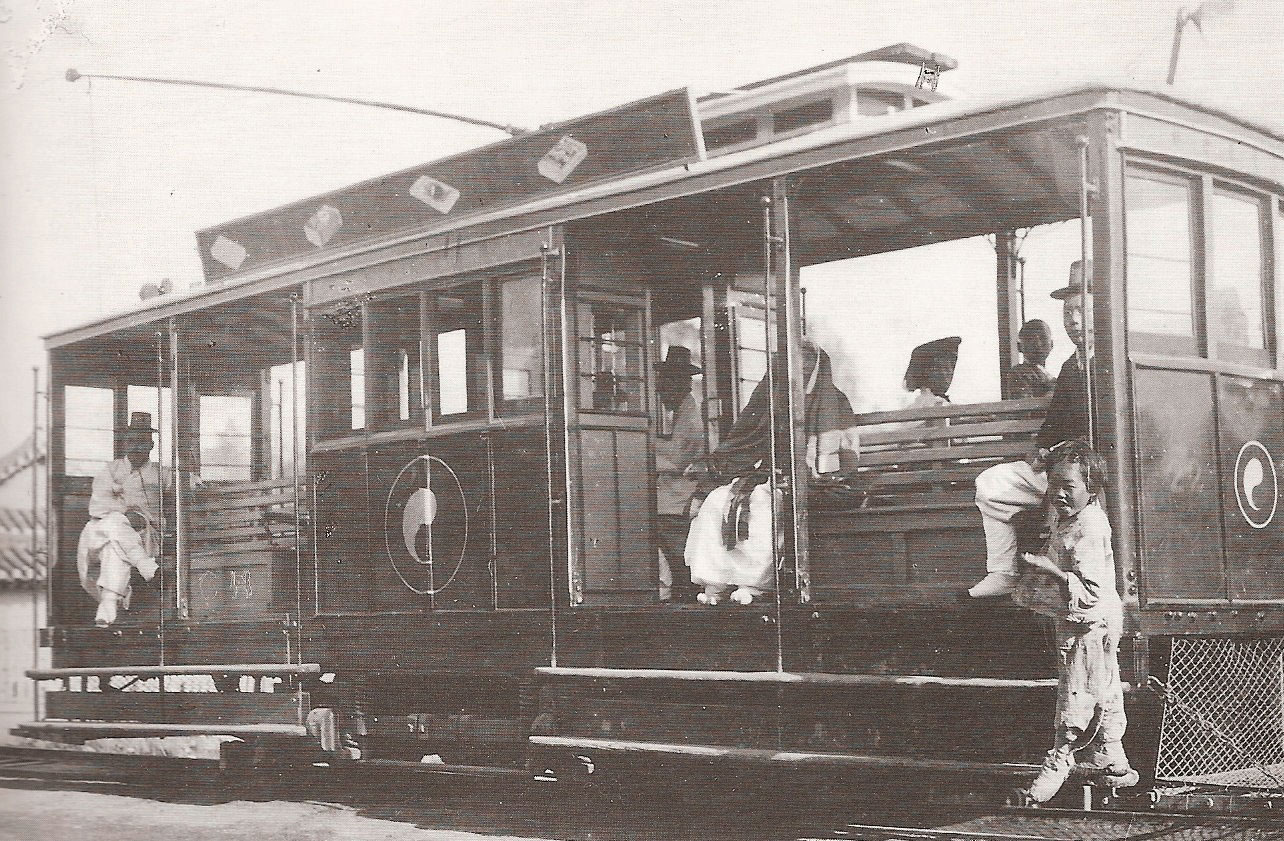
Xe điện ở Seoul, 1903
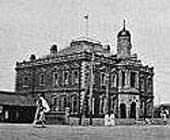
Tòa nhà trụ sở chính của Công ty Hanseong
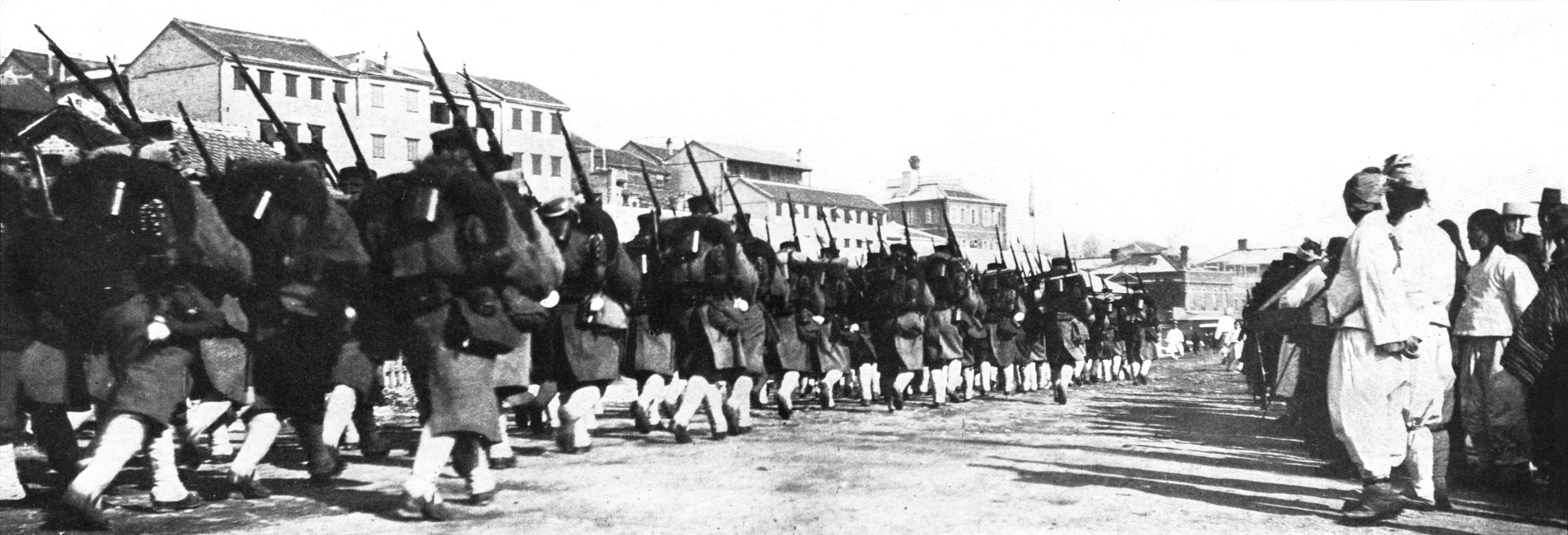
Lính Nhật hành quân qua Seoul trong Chiến tranh Nga-Nhật năm 1904
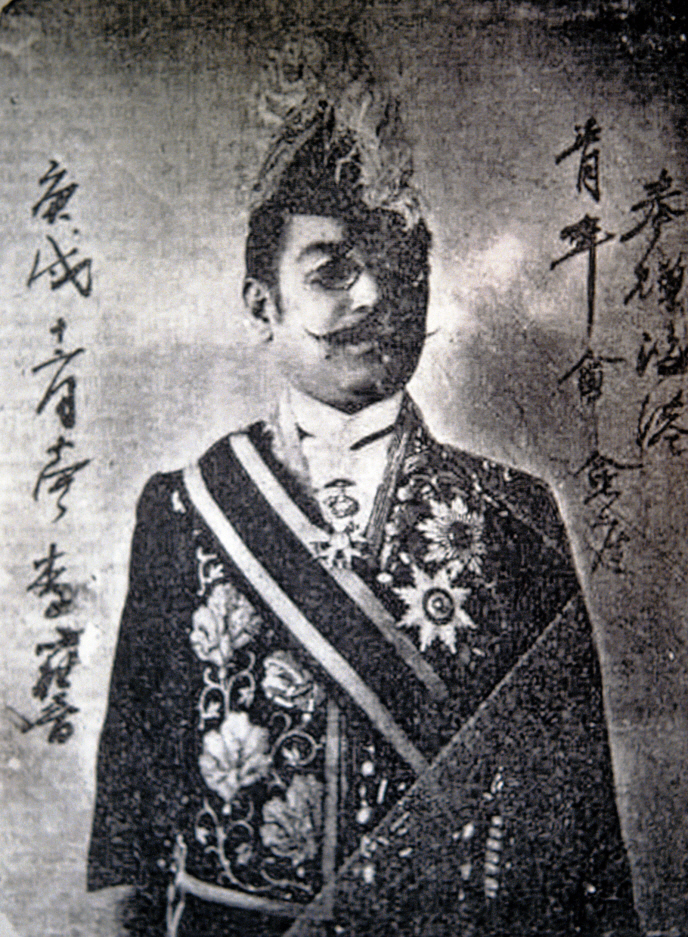
Yi Beom-jin, một quan chức, sau này là người chiến đấu giành độc lập chống lại quân Nhật. Ông hỗ trợ các sứ giả bí mật do Gojong cử đến The Hague vào năm 1907.
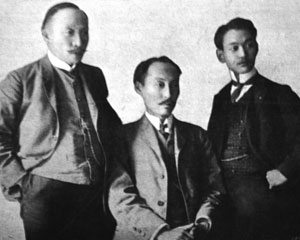
Hoàng đế Gwangmu đã cử ba sứ giả bí mật là Yi Tjoune, Yi Sang-seol và Yi Wi-jong đến The Hague, Hà Lan vào năm 1907. (Vụ kiện mật ở Hague)